# نووی تلتشکوو
نووی تلتشکوو (به چکی: Nový Telečkov) یک منطقهٔ مسکونی در جمهوری چک است که در منطقه تربیچ واقع شده‌است.
 نووی تلتشکوو ۳٫۶۷ کیلومتر مربع مساحت و ۱۰۹ نفر جمعیت دارد و ۵۵۳ متر بالاتر از سطح دریا واقع شده‌است.